# Wimborne St. Giles
Wimborne St. Giles är en civil parish i Storbritannien.   Den ligger i kommunen Dorset och riksdelen England, i den södra delen av landet, 140 km sydväst om huvudstaden London. Antalet invånare är 366.